# Trouble (banda)
Trouble é uma banda americana de doom metal originária de Aurora, Illinois. Foi formanda em 1979 e são considerados como um dos pioneiros do doom metal, junto com o Candlemass e o Saint Vitus. A banda criou um estilo distinto e único, pegando influências de Black Sabbath, Judas Priest e do Rock psicodélico do anos 70.
Trouble é um grupo criticamente aclamado. Seus dois primeiros álbuns, Psalm 9 e The Skull são citados como "divisores de água" no gênero. Até o presente momento, a banda lançou 8 álbuns de estúdio. Apesar de nunca terem oficialmente se separado, o grupo esteve em um grande período de inatividade após o vocalista original, Eric Wagner, ter saído da banda em 1997, o mesmo voltou a banda em 2000, antes de sair de novo 8 anos depois.
A formação da banda tem sido majoritariamente composta pelo vocalista Eric Wagner, os guitarristas Rick Wartell e Bruce Franklin, e o baterista Jeff Olson. 
O Trouble tem como característica marcante suas letras de natureza "espiritual". A primeira gravadora do grupo, a Metal Blade Records, atribuiu a banda como forma de marketing o termo "white metal"(que entrava em contraste com o crescente movimento do black metal da década de 1980).

## Integrantes

### Atual formação
- Bruce Franklin  – guitarra (1979–presente)
- Rick Wartell – guitarra (1979–presente)
- Kyle Thomas – vocal (1997–2000, 2012–presente)
- Mark Lira – bateria (2009–presente)
- Rob Hultz – baixo (2013–presente)

### Antigos membros
- Eric Wagner – vocal (1979–1997, 2000–2008)
- Ian Brown – baixo (1979–1983)
- Jeff Olson – bateria, teclado, trompa (1979–1986, 1993–2008)
- Sean McAllister – baixo (1983–1986)
- Ron Holzner – baixo (1986–2002)
- Dennis Lesh – bateria (1986–1987)
- Ted Kirkpatrick – bateria (1987–1989)
- Barry Stern – bateria (1989–1993)
- Chuck Robinson – baixo (2002–2008)
- Kory Clarke – vocal (2008–2012)
- Shane Pasqualla – baixo (2008–2013)

## Discografia

### Álbuns de estúdio
- 1984 - Psalm 9 (antes 'Trouble')    (Metal Blade)
- 1985 - The Skull   (Metal Blade)
- 1987 - Run to the Light   (Metal Blade)
- 1990 - Trouble  (Def American)
- 1992 - Manic Frustration (Def American)
- 1995 - Plastic Green Head  (Century Media)
- 2007 - Simple Mind Condition (Escapi Music)
- 2013 - The Distortion Field  (FRW Records)

### Coletâneas
- One for the Road (1994, demo de Plastic Green Head)
- Demos & Rarities 1980 - 95 (2005, compilação)
- Unplugged  (2008, Escapi Music)

### DVDs
- Live in Stockholm (2006)